# Right Now (Psy)
Right Now è un singolo del rapper sudcoreano Psy, il terzo estratto dal suo album in studio PSYfive, pubblicato il 21 ottobre 2010.

## La canzone
Un anno dopo la sua uscita il brano è stato censurato per la presenza della parola "alcol" nel suo testo dal Ministero della Famiglia coreano, che ha vietato la vendita del singolo ai minori di 19 anni nel Paese. PSY ha così commentato il provvedimento:
Con Right Now PSY vince nel 2010 il premio "Performing Arts Award" ai MelOn Music Awards 2010.

## Video musicale
Nel video ufficiale del brano, pubblicato il 21 ottobre 2010, PSY si trova imbottigliato nel traffico, fermo all'interno della sua auto. Come comincia la canzone, esce dal suo veicolo e comincia a ballare e cantare, mentre anche le altre persone in coda e i ragazzi sui cigli della strada lo imitano. Negli uffici gli impiegati lasciano il proprio lavoro per ballare al ritmo del brano, come anche le persone prima impegnate a fare la spesa nei negozi.
Un video alternativo, con l'attrice See Woo al posto di PSY, è stato pubblicato il giorno seguente.

## Classifiche
| Classifica (2010)        | Posizione massima |
| ------------------------ | ----------------- |
| Corea del Sud (digital)  | 4                 |
| Corea del Sud (download) | 3                 |